# Händelse vid bank
Händelse vid bank är en svensk kortfilm från 2010, skriven och regisserad av Ruben Östlund.
Filmen skildrar ett detaljerat händelseförlopp där två personer utför ett misslyckat bankrån.

## Om filmen
Händelse vid bank utspelar sig i en enda tagning. Utgångspunkten är en verklig händelse som regissören och filmproducenten bevittnade utanför NK i Stockholm.

## Mottagande
Kortfilmen har vunnit flera utmärkelser, bland annat en Guldbjörn på Filmfestivalen i Berlin 2010.